# Alastair McKenzie (labdarúgó-játékvezető)
Alastair McKenzie (Coatbridge, 1930 – Glasgow, 1997. december 17.) skót nemzetközi labdarúgó-játékvezető.

## Pályafutása

### Nemzeti játékvezetés
Játékvezetésből Glasgowban vizsgázott. Vizsgáját követően a Glasgowi Labdarúgó-szövetsége
által üzemeltetett labdarúgó bajnokságokban kezdte sportszolgálatát.A Skót labdarúgó-szövetség Játékvezető Bizottságának (JB) minősítésével a Scottish Premiership játékvezetője. Küldési gyakorlat szerint rendszeres partbírói szolgálatot is végzett. A nemzeti játékvezetéstől 1976-ban visszavonult.

#### Nemzeti kupamérkőzések
Vezetett kupadöntők száma: 1.

##### Skót labdarúgókupa
| Időpont        | Helyszín                      | Mérkőzés típusa | Mérkőzés               | Eredmény | Nézők száma |
| -------------- | ----------------------------- | --------------- | ---------------------- | -------- | ----------- |
| 1972. május 6. | Hampden Park Stadion, Glasgow | döntő           | Celtic FC–Hibernian FC | 6 – 1    | 106 102     |

### Nemzetközi játékvezetés
A Skót labdarúgó-szövetség JB terjesztette fel nemzetközi játékvezetőnek, a Nemzetközi Labdarúgó-szövetség (FIFA) 1969-től tartotta nyilván bírói keretében. A FIFA JB központi nyelvei közül az angolt beszélte. Több nemzetek közötti válogatott, valamint Közép-európai kupa, UEFA-kupa és Kupagyőztesek Európa-kupája klubmérkőzést vezetett. A skót nemzetközi játékvezetők rangsorában, a világbajnokság-Európa-bajnokság sorrendjében többedmagával a 25. helyet foglalja el 2 találkozó szolgálatával. Az aktív nemzetközi játékvezetéstől 1976-ban búcsúzott. Válogatott mérkőzéseinek száma: 6.

#### Labdarúgó-Európa-bajnokság
Az 1976-os labdarúgó-Európa-bajnokságon az UEFA JB játékvezetőként foglalkoztatta.

##### Selejtező mérkőzés
| Időpont            | Helyszín                  | Mérkőzés típusa           | Mérkőzés      | Eredmény | Nézők száma |
| ------------------ | ------------------------- | ------------------------- | ------------- | -------- | ----------- |
| 1975. november 19. | Neckar Stadion, Stuttgart | előselejtező (8. csoport) | NSZK–Bulgária | 1 – 0    | 68 819      |

##### Európa-bajnoki mérkőzés
| Időpont         | Helyszín                | Mérkőzés típusa   | Mérkőzés                  | Eredmény | Nézők száma |
| --------------- | ----------------------- | ----------------- | ------------------------- | -------- | ----------- |
| 1976. május 22. | Központi Stadion, Kijev | egyik negyeddöntő | Szovjetunió–Csehszlovákia | 2 – 2    | 76 495      |

#### Nemzetközi kupamérkőzések
Vezetett kupadöntők száma: 2.

##### UEFA-szuperkupa
Az 1972-es UEFA-szuperkupa a labdarúgó-tornasorozat első kiírása.
| Időpont          | Helyszín               | Mérkőzés típusa     | Mérkőzés            | Eredmény | Nézők száma |
| ---------------- | ---------------------- | ------------------- | ------------------- | -------- | ----------- |
| 1973. január 16. | Ibrox Stadion, Glasgow | döntő első mérkőzés | Rangers FC–AFC Ajax | 1 – 3    | 58 000      |

##### Interkontinentális kupa
A mérkőzésre a FIFA Emsberger Gyulát, Aurelio Angonesét és McKenziet delegálta. Az akkori gyakorlat szerint a helyszínen sorsolással döntötték el, hogy ki vezese  a mérkőzést. A szerencse McKenzie játékvezetőnek kedvezett. Így Emsberger és az olasz Angonese csak segítőként tevékenykedhetett. A következő sorsoláson az dőlt el, hogy ki lesz az egyes és ki a kettes partjelző, az olasz játékvezető lett az egyes segítő. Puskás Ferenc volt akkor a PAE Panathinaikósz AÓ edzője, aki a játékvezetésről vesztes mérkőzés után a következőt nyilatkozta: Nagy elismerés illeti a skót játékvezetőt, példásan bíráskodott.
| Időpont            | Helyszín                       | Mérkőzés típusa        | Mérkőzés                                                   | Eredmény | Nézők száma |
| ------------------ | ------------------------------ | ---------------------- | ---------------------------------------------------------- | -------- | ----------- |
| 1971. december 28. | Estadio Centenario, Montevideo | második döntő mérkőzés | Club Nacional de Football (uruguayi)–PAE Panathinaikósz AÓ | 2 – 1    | 63 000      |